# Tandikat
El 'Tandikat és un estratovolcà de les muntanyes Barisan, a la província de Sumatra Occidental de l'illa de Sumatra, Indonèsia. El cim s'alça fins als 2.438 msnm i es tracta del volcà bessó del mont Singgalang, que es troba al nord-nord-est del Tandikat. Sols es té constància d'activitat volcànica històrica del Tandikat, sent la darrera erupció documentada l'abril de 1924.
La ciutat de Padang Panjang es troba als peus del volcà.